# TMIGD3
TMIGD3 (англ. Transmembrane and immunoglobulin domain containing 3) – білок, який кодується однойменним геном, розташованим у людей на 1-й хромосомі. Довжина поліпептидного ланцюга білка становить 266 амінокислот, а молекулярна маса — 30 327.
| 10         |  | 20         |  | 30         |  | 40         |  | 50         |
| ---------- |  | ---------- |  | ---------- |  | ---------- |  | ---------- |
| MEGSPAGPIE |  | QKEARWESSW |  | EEQPDWTLGC |  | LSPESQFRIP |  | GLPGCILSFQ |
| LKVCFLPVMW |  | LFILLSLALI |  | SDAMVMDEKV |  | KRSFVLDTAS |  | AICNYNAHYK |
| NHPKYWCRGY |  | FRDYCNIIAF |  | SPNSTNHVAL |  | RDTGNQLIVT |  | MSCLTKEDTG |
| WYWCGIQRDF |  | ARDDMDFTEL |  | IVTDDKGTLA |  | NDFWSGKDLS |  | GNKTRSCKAP |
| KVVRKADRSR |  | TSILIICILI |  | TGLGIISVIS |  | HLTKRRRSQR |  | NRRVGNTLKP |
| FSRVLTPKEM |  | APTEQM     |  |            |  |            |  |            |

A: Аланін

C: Цистеїн

D: Аспарагінова кислота

E: Глутамінова кислота

F: Фенілаланін

G: Гліцин

H: Гістидин

I: Ізолейцин

K: Лізин

L: Лейцин

M: Метіонін

N: Аспарагін

P: Пролін

Q: Глутамін

R: Аргінін

S: Серин

T: Треонін

V: Валін

W: Триптофан

Задіяний у такому біологічному процесі, як альтернативний сплайсинг. 
Локалізований у мембрані.